# Archimandrita tessellata
Karaczan olbrzymi lub karaczan wielkoskrzydły (Archimandrita tessellata) – karaczan z rodzaju Archimandrita, należącego do rodziny Blaberidae (podrodziny Blaberinae). Występuje w Ameryce Środkowej. Obecnie karaczany te można znaleźć w różnych miejscach świata, ze względu na swoje rozmiary i łatwość hodowli w terrarium.
Są to jedne z największych skrzydlatych karaczanów, dorosłe samice osiągają do 80 mm długości. Gatunek żyworodny, samice opiekują się młodymi do 9 miesięcy po urodzeniu. W swoim naturalnym środowisku żyją do 10 lat, żywiąc się suchymi, opadłymi liśćmi.
Samce i samice mają skrzydła, jednak ze względu na masy ich ciała, nie są zdolne do latania.